# 洗口液

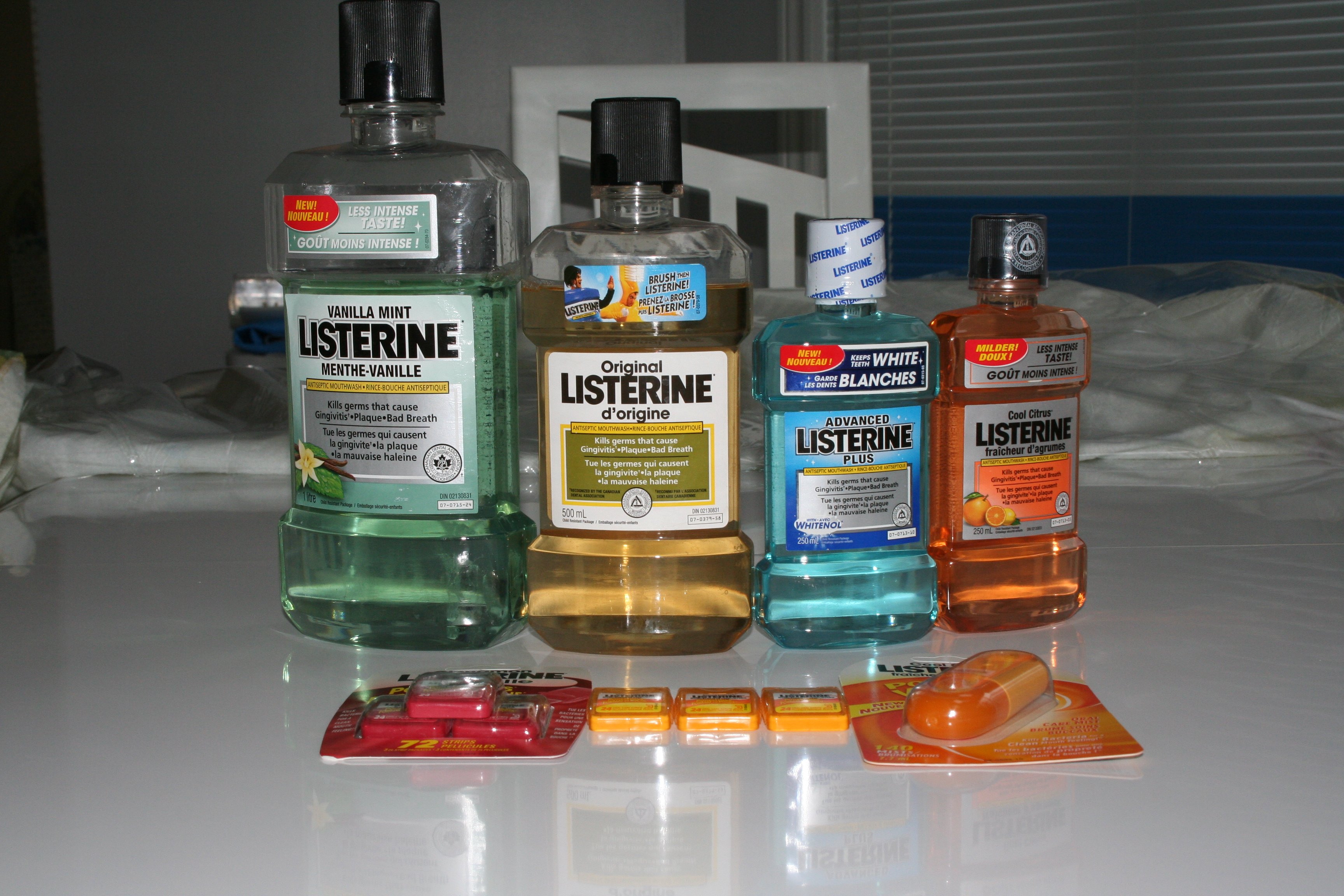
洗口液

洗口液（せんこうえき、英語: mouthwash）とは、口臭を抑えたり、虫歯や歯周病を予防するために用いる液体製品の総称。一般に、デンタルリンス、マウスウォッシュ、口内洗浄剤とも呼ばれる。液体歯磨きも洗口液と呼ばれるが厳密には後述の違いがある。

## 概要
主に口腔内を殺菌するためや、口臭を抑えるために用いられている。基本的な用い方としては適量を口に含んで、20秒ほど口の中で揉むようにした後、口から出し、歯ブラシで歯磨きを行う。あるいは、少量の洗口液を口に含んだまま歯磨きを行う。または、歯磨きの後で適量を口に含み、30秒ほどゆすぐ。ボトルタイプ、スプレータイプ、一回ずつに小分けした個包装のタイプなどがある。
歯磨剤を用いた歯磨きだけでは、歯のすきまに入り込んでしまった歯周病菌は除去しにくいので、歯の隙間などにも浸透する洗口液が用いられる。水で洗い流すと効果が薄れるので、うがいによって洗わない方が望ましい場合もある。
忙しい人などで、歯磨きの時間を短縮するために洗口液を口に含んだだけでマウスケアを済ませてしまう人もいる。だが、洗口液を用いていても、ブラシを用いた歯磨きが全く不要となるわけではなく、ブラシを用いた歯磨きも行わないと沈着した歯垢は除去することが出来ないので、歯ブラシを用いたブラッシングも行うことが勧められる。さらに歯磨きペーストも用いると、大抵の歯磨剤には研磨剤が含まれているので、歯垢がつきすぎている人などは、それをそぎ落とすのに役立つ場合があるのである（ただし、こうした研磨剤を用いて強くブラッシングすることを長年続けると、歯が徐々にけずれるなどの悪影響があることがあると歯科医から指摘されているので、その意味でも普段はペーストを用いずに洗口液を用いることを勧められる場合がある）。
日本では、薬事法上の化粧品に分類されるものと、医療用医薬品（医薬部外品）、第三類医薬品に分類されているものがある。日本では、ポビドンヨードやフッ化物配合洗口液は医療用医薬品として厚生労働省によって承認されており、歯科医療等で使用されている。

## 作用と成分
歯表面やバイオフィルム表面に付着して作用する
- グルコン酸クロルヘキシジン（CHG）
- 塩化セチルピリジウム（CPC）
- 塩化ベンゼトニウム（BTC）

バイオフィルム深部へ浸透して作用する
- ポビドンヨード（PI）
- エッセンシャルオイル（EO）
- トリクロサン（TC） - フェノール系

## 洗口液と液体歯磨きの違い
一般にマウスウォッシュ、デンタルリンス、デンタルウォッシュなどとと呼ばれているが、「洗口液」と「液体歯磨」の2種に分類される。「洗口液」か「液体歯磨」かの違いによる呼び方に決まりはなく、メーカーによって様々であるが、前述の「化粧品」か「医薬部外品」かの表示と併せて「洗口液」または「液体歯磨」のどちらであるかが明記されているので、目的用途に合わせて選択するとよい。
洗口液は口臭防止や口中浄化などを目的に用いられる。歯ブラシの併用を目的としておらず、油っぽい食事の後や歯磨き後の仕上げ、就寝前など目的に合わせた商品表示がしてある場合が多い。歯磨きにかかわらず日常的に使用するものである。多くの場合、使用法欄において「日常のハミガキに加えて」や「ハミガキの後に」といった表示がされている。
液体歯磨は通常の練り歯磨き粉が液体商品化されたもので、練り歯磨き粉との大きな違いは清掃剤（歯科研磨剤）が含まれていない点にある。清掃剤が含まれていないため、練り歯磨き粉のように歯面を傷つける心配がない。洗口液と同様の使い方をするが、歯磨き剤であるため製品使用後にブラッシングを必要としており、使用法欄において「ハミガキの前に」といった表示がされている。

## 洗口液とアルコール
多くの洗口液は口に含むと刺激があるが、これは液に含まれているエタノールによるものである。そのため、誤飲したりするとアルコールに弱い人は酔うことがある。また、洗口液でうがいした後すぐに自動車を運転すると、飲酒検問で基準以上のアルコール濃度が検出されるおそれがある。このために近年では溶剤にアルコールを用いない、ノンアルコールタイプも出回るようになった。ノンアルコール・天然素材を使用したタイプも発売されている。また飲食店向けにポーションタイプの使い切りタイプや業務用レンタル・マウスウォッシュディスペンサーも販売されている。

## 健康上の問題
プロピレングリコールやラウリル硫酸ナトリウムは毒性が指摘されている。しかし、洗口液に入っている殺菌成分や化学成分は大抵、一般の歯磨き粉にも含まれているものであり、使用される濃度から考えて、健康上にはさほど問題はない（濃度を考慮しなければ酸素やビタミン、カルシウムさえ毒物扱いとなる）。
またアメリカの研究チームによると、洗口液を毎日2回以上使用する人は全く使用しない人と比べて糖尿病になるリスクが55%増加するという。この原因は、洗口液が口中に常在する良細菌もすべて殺菌してしまうため血糖調整に関与する細菌が減ってしまうからではないかと考えられているが、正確な関連性などは研究が進んでおらずまだ明らかになっていない。
なお、日本の国立国際医療研究センターの研究所である糖尿病情報センターの研究報告によると、糖尿病と歯周病には密接な関係があり、歯周病の人は血糖コントロールが不完全となって糖尿病を悪化させやすい傾向にあることが分かっており、さらに日本歯周病学会によると洗口液に含まれる成分には歯周病の原因となるプラークを一定程度抑制する効果や歯周病の初期段階である歯肉炎を一定程度抑制する効果があることが分かっている。
これらのことから洗口液の使用にはある程度の糖尿病改善効果もあると推察されるが、前述のアメリカの研究と合わせて詳しい関連性などは研究が進んでおらず、洗口液の使用と糖尿病に関するリスクや効果といった因果関係はまだ明らかになっていない。

## 主なブランド
- モンダミン（アース製薬）
- リステリン・リーチ（ジョンソン・エンド・ジョンソン）
- ガムデンタルリンス（サンスター） - 殺菌剤として、一般的な塩化セチルピリジニウム（CPC）に加え、塩化ベンザルコニウム（BKC）を配合している[8]。
- 薬用ピュオーラ・クリアクリーン（花王） - 殺菌剤に一般的な塩化セチルピリジニウム（CPC）を使用しているものの、歯垢分解作用のあるとするエリトリトール[9]や、バイオフィルム形成抑制活性のあるショ糖脂肪酸エステル[10]を配合している[11]。
- システマEXデンタルリンス（ライオン） - 殺菌剤にイソプロピルメチルフェノール（IPMP）を使用しており、メーカーのライオンは、一般的な塩化セチルピリジニウム（CPC）よりも殺菌力が強いと主張している[12]。
- コンクールF（ウエルテック）

など